# Kadua nukuhivensis
Kadua nukuhivensis är en måreväxtart som först beskrevs av Jacques Florence och David H. Lorence, och fick sitt nu gällande namn av Warren Lambert Wagner och David H. Lorence. Kadua nukuhivensis ingår i släktet Kadua och familjen måreväxter. Inga underarter finns listade i Catalogue of Life.